# Bertran de Born

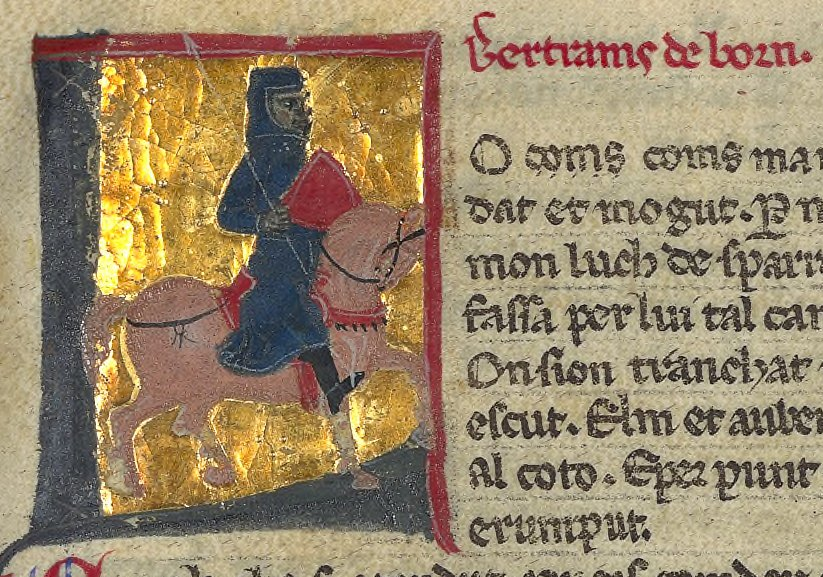
Bertran de Born, als Ritter zu Pferd. In einer historisierten Initiale des cançoner K, 13. Jhd., BnF ms. cod. fr. 12473, fol. 160r.

Bertran de Born (vor 1140 auf der Burg Born in Périgord; † um 1215) war ein französischer Baron und einer der bekanntesten Trobadors des 12. Jahrhunderts.

## Leben und Wirken
Bertran de Born war der älteste Sohn von Bertran de Born, Herr von Hautefort, und dessen Frau Ermengadis. Er hatte zwei jüngere Brüder, Constantine und Itier. Sein Vater starb 1178, woraufhin Bertran sein Nachfolger als Herr von Hautefort wurde. Zu dieser Zeit war er schon mit seiner ersten Frau, Raimonda, verheiratet und hatte zwei Söhne.
Hautefort liegt an der Grenze zwischen Limousin und Périgord. Dadurch wurde Bertran in die Konflikte zwischen Heinrich II. Plantagenets Söhnen verwickelt. Darüber hinaus kämpfte er auch für die Kontrolle über Hautefort.
Entsprechend den feudalen Sitten dieser Region war er nicht der einzige Herr von Hautefort, sondern regierte es gemeinschaftlich mit seinen Brüdern. Unter den Trobadors gab es noch weitere Fälle der Co-Herrschaft, wobei die bekanntesten die „vier Trobadors von Ussel“ (drei Brüder und ein Cousin) sowie Raimon de Miraval und seine Brüder waren. Dies war eine typische Strategie, die von den eigentlichen territorialen Herrschern der Fürstentümer (wie zum Beispiel das Erzherzogtums von Aquitanien oder die Grafschaft von Toulouse) gefördert wurde, um den Einfluss lokaler Lehnsherrn zu senken und sie in feudale Konflikte innerhalb ihrer Familien zu verwickeln. Bertrans Konflikt, speziell mit seinem Bruder Constantine, steht im Mittelpunkt seiner Dichtungen, die von politischen Themen dominiert wurden.
Sein erstes datierbares Werk ist ein Sirventes von 1181, aber zu dieser Zeit hatte Bertran bereits einen guten Ruf als Dichter.
Im Jahr 1182 weilte er am Hof seines Oberherrn Heinrich II. von England in Argentan. Im selben Jahr nahm er an der Revolte Heinrich des Jüngeren gegen dessen jüngeren Bruder Richard Löwenherz, Graf von Poitou und Erzherzog von Aquitanien, teil. Er schrieb Lieder an Adémar V. von Limoges und andere, in denen er sie aufrief zu rebellieren, und erklärte einen Eid gegen Richard von Limoges. Sein Bruder Constantine stellte sich auf die gegenüberstehende Seite, weshalb ihn Bertran im Juli aus der Burg verbannte.
Heinrich der Jüngere, den Bertran in seinen Gedichten lobte und kritisierte, starb im Jahr 1183; Bertran schrieb einen Planh (Klagelied) zu seinem Andenken namens „Mon chan fenisc ab dol et ab maltraire“. Ein anderes Klagelied für Heinrich („Si tuit li dol e.l plor e.l marrimen“), das einst Bertran zugeschrieben wurde, wird heute als Werk von Rigaut de Berbezill anerkannt. In seiner Strafkampagne gegen die Rebellen eroberte Richard – gemeinsam mit Alfons II. von Aragon – Hautefort und übergab es an Constantine de Born. Heinrich II. übergab es später aber wieder dem Poeten Bertran de Born, und Constantine wurde anscheinend ein Söldner.
Im Kampf gegen Philipp II. von Frankreich verbrüderte sich Bertran wieder mit Richard, dem er nun treu und leidenschaftlich anhing, immer bemüht, Kampf zu schüren, nicht immer mit ehrlichen Mitteln. Mehrfach versuchte Bertran, zwischen den Angevins Zwietracht zu säen, um seine Unabhängigkeit zu behalten. Er gab ihnen folgende Spitznamen: Heinrich der Jüngere war Mariniers (Seemann), Gottfried von Bretagne war Rassa, und Richard wurde von ihm Oc-e-Non (Ja-und-Nein) getauft. Als Gottfried starb, gedachte Bertran seiner ebenfalls mit einem Klagelied namens A totz dic que ja mais non voil.
Des Weiteren stand er im Kontakt mit einer Vielzahl anderer Trobadors sowie mit dem nordfranzösischen Trouvères Conon de Béthune, an den er sich mit dem Pseudonym Mon Ysombart wandte.
Obwohl Bertran auch einige Liebeslieder komponierte, war er vor allem ein Meister der Sirventes. Die provenzalische Liederhandschrift des Vatikans, Nr. 5232, stellt ihn schwer gerüstet mit Schild und Lanze dar. Seine Kriegslieder waren durch Spielleute verbreitet von großer politischer Wirkung in den englisch-französischen Kämpfen des 12. Jahrhunderts. Be.m platz lo gais temps de pascor, in dem er den Krieg und sein Entzücken an diesem schildert,
« […] m platz […]
Massas e brans elms de color. escutz trauchar e desguernir. veirem a l’entrar de l’estor. e maintz vassals ensems ferir. don anaran aratge. chaval dels mortz e dels nafratz. et quan er en l’estorn entratz. chascus om de paratge. no pens mas d’asclar chaps et bratz. que mais val mortz que vius sobratz. 
Ie-us dic que tan no m’a sabor. manjar ni beure ni dormir. coma quan auch cridar a lor. d’ambas las partz et auch ennir. chavals vochs per l’ombratge. e auch cridar aidatz. e vei chazer per los fossatz. paucs e grans per l’erbatge. e vei los mortz que pels costatz. an los tronzos ab los cendatz.
Baro metetz en gatge. chastels e vilas e ciutatz. enanz qu'usquecs no-us guerreiatz.
Papiols d’agradatge. a-N Oc-e Non t’en vai viatz. e dijas li que trop estai en platz. »
wurde von Ezra Pound ins Englische übersetzt:
„...We shall see battle axes and swords, a-battering colored haumes and a-hacking through shields at entering melee; and many vassals smiting together, whence there run free the horses of the dead and wrecked. And when each man of prowess shall be come into the fray he thinks no more of (merely) breaking heads and arms, for a dead man is worth more than one taken alive.
I tell you that I find no such savor in eating butter and sleeping, as when I hear cried ‚On them!‘ and from both sides hear horses neighing through their head-guards, and hear shouted ‚To aid! To aid!‘ and see the dead with lance truncheons, the pennants still on them, piercing their sides.
Barons! put in pawn castles, and towns, and cities before anyone makes war on us.
Papiol, be glad to go speedily to ‚Yea and Nay‘, and tell him there’s too much peace about.“
Schon der kurze Schein eines Friedens 1189 entlockte ihm laute Klagen. Als Richard (bereits König) und Philipp noch zögerten, den Dritten Kreuzzug zu starten, ließ Bertran ihnen Lieder zukommen, in denen er die heroische Verteidigung von Tyrus durch Konrad von Montferrat anpries („Folheta, vos mi prejatz que eu chan“ und „Ara sai eu de pretz quals l’a plus gran“). Als Richard aus der Gefangenschaft (wegen des Verdachts, am Mord an Conrad beteiligt gewesen zu sein) entlassen wurde, hieß ihn Bertran mit Ar ven la coindeta sazos willkommen. Ironischerweise war eine Einkommensquelle Bertrans der Markt von Châlus-Cabrol, wo Richard 1199 schwer verletzt wurde.
Nachdem auch Bertrans zweite Ehefrau verstorben war, wurde er im Jahr 1196 Mönch und Mitglied der Zisterzienser-Abtei von Dalon, der er über die Jahre viele Bewilligungen machte. Sein letztes datierbares Lied wurde 1198 geschrieben. Der letzte urkundliche Eintrag über Bertran war im Jahr 1202. Sein vermutliches Todesjahr war 1215, basierend auf einer Rechnung für eine Kerze für sein Grab.
Sein Gesamtwerk besteht aus 47 Werken, 36 in den Manuskripten einhellig ihm zugeschriebenen sowie 11 eher umstrittenen Zuschreibungen. Auch einige Melodien seiner Lieder sind auf uns gekommen. Als Trobador verehrte er in Gedichten Maenz (Mathilde) de Montognas, Guicharde de Montpensier, Tibors von Montausier und Mathilde, die englisch-normannische Gemahlin Heinrichs des Löwen. Eine Beziehung zu Königin Eleonore ist nicht nachzuweisen.

## Familie
Bertran de Born war zweimal verheiratet. Mit seiner ersten Frau, Raimonda, hatte er zwei Söhne (beide 1192 zum Ritter geschlagen) und eine Tochter:
Bertran, ebenfalls ein Trobador, lebte 1223 noch.
Itier, starb 1237.
Aimelina, heiratete Seguin de Lastours.
Mit seiner zweiten Frau, Philippa, hatte er zwei weitere Söhne:
Constantine, der zusammen mit seinem Vater ein Mönch in Dalon wurde.
Bertran der Jüngere, der 1252 noch lebte.

## Spätere literarische Darstellung

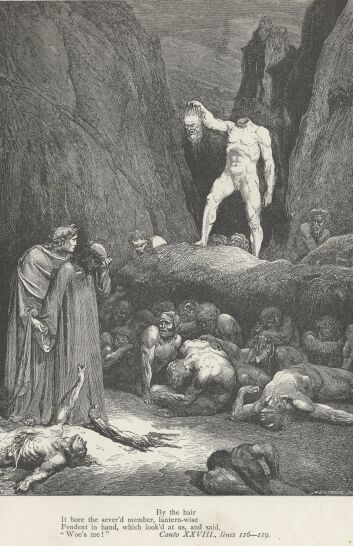
Dorés Illustration von Bertran in der Hölle, aus Dantes Inferno

Laut einer Vida (einer in okzitanischer Sprache geschriebenen kurzen Prosabiographie) von Heinrich II. glaubte dieser, Bertran habe die Rebellion seines Sohnes, Heinrich des Jüngeren, angefacht. Deshalb verbannte ihn der italienische Dichter Dante Alighieri als Zwietrachtsäer in den achten Höllenkreis (Canto XXVIII) seiner Göttlichen Komödie, wo dieser seinen abgeschlagenen Kopf als Laterne vor sich her tragen muss. Dies muss symbolisch gesehen werden: Er muss gespalten in der Hölle gehen, wie er im Leben Familien spaltete. Gustave Doré verarbeitete die Szene in einer Illustration aus der Göttlichen Komödie, wo es heißt:
Ich sah – noch ist dies Schreckbild mein Begleiter –

Ein Rumpf ging ohne Haupt mit jener Schar

Von Unglücksel’gen in der Tiefe weiter.

Er hielt das abgeschnittne Haupt beim Haar

Und ließ es von der Hand als Leuchte hangen

Und seufzte tief, wie er uns nahe war.

[…]

Und sprach: „Hier sieh die schrecklichste der Plagen!

Du, der du atmend in der Höll’ erscheinst,

Sprich: Ist wohl eine schwerer zu ertragen?

Jetzt horch, wenn du von mir zu künden meinst;

Beltram von Bornio bin ich, und Johannen,

Dem König, gab ich bösen Ratschlag einst,

Darob dann Sohn und Vater Krieg begannen,

Wie zwischen David einst und Absalon,

Durch Ahitophel Fehden sich entspannen.

Mein Hirn nun muß ich zum gerechten Lohn

Getrennt von seinem Quell im Rumpfe sehen,

Weil ich getrennt den Vater und den Sohn,

Und so, wie ich getan, ist mir geschehen.
(aus Carl Streckfuß' Übertragung der Göttlichen Komödie, Inf. XXVIII, V. 118–123 und V. 129–142)
Bertran erscheint auch als Nebenfigur in Maurice Hewletts Roman The Life and Death of Richard Yea-and-Nay (1900), welcher sich sehr stark auf die Porträtierung Bertrans bei Dante bezieht. Er wird als „ein Mann von heißem Blut, Rauch und Wut“ mit „missgünstigem Gemüt“ beschrieben. Eine Romanfigur sagt über ihn: „Er war ein großer Dichter, großer Dieb, und ein dummer Narr.“
Sein Andenken wurde allerdings von Ezra Pound, der einiger seiner Lieder übersetzte, besser gepflegt. Ezra Pound beschäftigte sich aber nicht nur mit dem Übersetzen seiner Werke, sondern schuf auch einige Gedichte, die auf dem Leben und den Werken Bertrans basieren, wie zum Beispiel Na Audiart (1908), Sestina: Altaforte (1909), und Near Perigord (1915). Des Weiteren lassen sich auch einige Anspielungen auf den Trobador in Pounds Cantos finden.
Auch in Deutschland wurden einige Werke von Bertrans Leben beeinflusst. So ist er beispielsweise Titelheld einer Ballade von Ludwig Uhland und einer dreistrophigen Romanze von Heinrich Heine. Er spielt eine bedeutende Rolle in Lion Feuchtwangers Roman Die Jüdin von Toledo.

## Sekundärliteratur
- Dante Alighieri: Die göttliche Komödie
- Maurice Hewlett: The Life & Death of Richard Yea-and-Nay. London 1900 E-Book vom Project Gutenberg.
- Robert Kehew (Hrsg.): Lark in the Morning: The Verses of the Troubadours. Translated by Ezra Pound, W D Snodgrass & Robert Kehew. Chicago, 2005, ISBN 0-226-42933-4
- Ezra Pound: Poems & Translations. New York 2003
- Albert Stimming: Bertran de Born, sein Leben und seine Werke. Halle 1879